# Crotalaria teixeirae
Crotalaria teixeirae är en ärtväxtart som beskrevs av Antonio Rocha da Torre. Crotalaria teixeirae ingår i släktet sunnhampor, och familjen ärtväxter. Inga underarter finns listade i Catalogue of Life.